# レジーム・チェンジ
レジーム・チェンジ（英: Regime change）とは、ある政府のレジームから別の異なるレジームへと交代することであり、国家の最も枢要なリーダーシップ・システム、行政装置、或いは、官僚制の、全部、又は、一部を交代することであり、遅くとも1925年には、語句として使用されていた。
ロナルド・レーガンがリビアにおけるカダフィ体制の「レジーム・チェンジ」を呼び掛けてCIAに指示したり、ビル・クリントンやジョージ・W・ブッシュがイラクにおけるフセイン体制の打倒を指して日常的に使用したり、と近年のアメリカ合衆国大統領の発言によって知られるようになった語句である。
なお、中国語で「レジーム（Régime・Regime）」に対して「政権（中: 政权）」と訳すことから「レジーム・チェンジ（Regime change）」に対しても「政権交代（中: 政权更替）」と訳すが、同じ漢字圏の日本語における「政権」や「政権交代」と意味が異なることに注意。

## 内部からのレジーム・チェンジ
レジーム・チェンジは、革命、クーデター、失敗国家の再建などによる内部からの変革を通じて発生することがあり、具体的な達成例としては、ロシア革命、イラン革命、東側ブロック解体やソビエト連邦の崩壊などが挙げられる。
一方、正規の手順を踏んだ具体例としては、フランス第五共和政の創設やオーストラリアの連邦結成などが挙げられる。

## 外部から強いられたレジーム・チェンジ
レジーム・チェンジは、戦争など外部からの力による計画的・意図的な産物であることもあり、力による敵の打倒や敵のレジームの除去によってレジーム・チェンジを強いる軍事戦略を、「ロールバック（巻き返し）」と呼ぶ。
外国によってレジームを廃絶された事例としては、アメリカ合衆国のパナマ侵攻などが挙げられ、或いは、戦争の結果として敗戦国にレジーム・チェンジが強いられた具体例としては、戦後に第二次世界大戦の枢軸国に対して行われた、ドイツの降伏からドイツ占領統治を経てソ連占領地域・米英仏占領地域（後の東ドイツ・西ドイツ）への分割、日本の降伏から日本占領統治を経て日本国憲法の制定などが挙げられる。
外国によって強いられるレジーム・チェンジは、時として国々の外交政策のツールとして利用されることがあり、例えば冷戦期間中にアメリカ合衆国は、秘密裏に、或いは、公然と、頻繁に選挙に介入し、その他レジーム・チェンジの企みに関与した。
1915年～2004年の間で、40件を超える外部によって強いられた政治指導者の交代が存在したと言われる。

## 誤用・汎用
レジーム・チェンジという語句は、まれに誤って通常の政権交代を指して使用されることがあり、また、国民国家でない組織に対しても使用されることもある。